# Regalecus
Regalecus – rodzaj morskich ryb z rodziny Regalecidae.

## Klasyfikacja
Gatunki zaliczane do tego rodzaju:
- Regalecus glesne – wstęgor królewski[3]
- Regalecus russelii

Gatunkiem typowym jest Regalecus glesne.